# Dorniger Stechapfel
Der Dornige Stechapfel (Datura ferox) ist eine Pflanzenart aus der Gattung der Stechäpfel (Datura) in der Familie der Nachtschattengewächse (Solanaceae).

## Beschreibung
Der Dornige Stechapfel ist eine 50 bis 150 cm hoch werdende Pflanze (in Australien nur bis 100 cm), die meist unbehaart ist, teilweise wird eine spärliche, angedrückte bis abstehende Behaarung auf den nicht ausgereiften Blättern berichtet, an den reifen Pflanzen können der Kelch, Blatt- und Blütenstiele und die Blattadern zerstreut behaart sein. Die Stängelbasis ist teilweise rötlich überlaufen, meist aber weniger als beim ähnlichen Datura quercifolia. Die Laubblätter sind 5 bis 14 cm lang und 4 bis 13 cm breit. Sie sind breit eiförmig bis abgerundet dreieckig und grob buchtig gezähnt. Sie sind unregelmäßig, maximal etwa ein Viertel der Länge der Blattspreite eingeschnitten, nicht wie bei einigen verwandten Arten tiefer buchtig gelappt.
Der Kelch ist 25 bis 40 mm lang und kantig; die fast gleichen Kelchzähne sind 3 bis 5 mm lang. Die Krone ist 4 bis 6 cm lang, trichterförmig und weiß, die Blüten sind etwas kleiner als diejenigen von Datrura stramonium.
Die Früchte sind 5 bis 8 cm lange und 4 bis 6 cm breite, eiförmige Kapseln, die aufrecht stehen und regelmäßig aufspringen. Sie sind mit kräftigen 10 bis 30 mm langen, kegelförmigen Stacheln besetzt, von denen die oberen länger sind als die unteren, die längsten Stacheln erreichen etwa die Hälfte der Kapselbreite. Pro Kapsel sind etwa 40 bis 60 Stacheln ausgebildet. Die zahlreichen Samen erreichen 4 bis 4,8 Millimeter Länge, sie sind nierenförmig bis D-förmig, sie sind meist schwarz, seltener grau oder braungrau.

## Vorkommen
Der dornige Stechapfel wächst beinahe weltweit als Unkraut auf Äckern und in Gärten, in Regionen mit tropischem oder subtropischem Klima, so in Australien, Südafrika und Südamerika (Argentinien). Die ursprüngliche Heimat der Art ist umstritten. Viele Bearbeiter geben Ostasien, vor allem den Süden Chinas, als Ursprungsregion an, so etwa D.M. Moore in der Flora Europaea. Allerdings kommt die Art in China tatsächlich gar nicht vor. Auch für Japan, Indien, Pakistan und Nepal wird sie als Neophyt gemeldet. Als eine von nur drei Arten der Gattung kommt sie nicht in Mexiko, dem Verbreitungszentrum der Gattung, vor.
Bei Vorkommen in Äckern werden die Samen verbreitet mit geerntet und kommen als Verunreinigung in Feldfrüchten wie Sojabohnen vor. Dies führt zu Problemen, da sie, wie alle Arten der Gattung, wie alle Teile der Pflanze durch Alkaloide hochgiftig sind.
In Europa wird die Art als Zierpflanze gezogen und ist im Mittelmeerraum örtlich verwildert, sehr selten auch in Nordafrika. In Deutschland tritt sie als unbeständiger Neophyt auf.

## Ökologie
Die Pflanze blüht vor allem nachts, sie bietet reichlich zuckerhaltigen Nektar an. Gemeinsam mit der Blütenröhre ist dies typisch für Blumen, die von Schwärmern (Sphingidae) bestäubt werden.

## Taxonomie und Systematik
Die Gattung Datura umfasst je nach Auffassung ca. 10 bis 13 Arten, mit Verbreitungsschwerpunkt in Mexiko und im Süden der USA. Datura ferox ist, nach einer phylogenomischen Analyse, Schwesterart von Datura quercifolia, nächstverwandt wäre Datura stramonium. Die Artengruppe bildet, mit vier anderen Arten, die Sektion Datura s. str. innerhalb der Gattung. Sie wird durch ein morphologisches Merkmal, die bei ihnen aufrecht stehenden, nicht hängenden, reifen Samenkapseln, unterstützt.
Die Art bildet im Freiland Hybride mit dem nahe verwandten Gemeinen Stechapfel Datura stramonium aus.